# Miloš Ćuk
Miloš Ćuk (szerb cirill átírással: Милош Ћук) (Újvidék, 1990. december 21. –) olimpiai bajnok (2016), világbajnok (2015), vb ezüstérmes (2011), és négyszeres Európa-bajnok (2012, 2014, 2016, 2018) szerb vízilabdázó, a Szolnoki Dózsa játékosa.

## Sikerei, díjai
- LEN-szuperkupa
  - győztes (1): 2017 – Szolnok